# K-League de 2010
A K-League de 2010 foi a 28º edição da principal divisão de futebol na Coreia do Sul, a K-League. A liga começou em fevereiro e terminou em dezembro de 2010. 
Quinze times participaram da liga. O FC Seoul foi o campeão pela primeira vez.